# Mr. Wilms
Mr. Wilms (tidligere kendt som Jimmy Løndorf & Springerne) er et dansk Indie-Folk Rock band fra København.

## Bandets historie
Bandet skiftede navn fra Jimmy Løndorf & Springerne til Mr. Wilms den 3. december 2007. Bandet valgte dette i forbindelse med, at besætningens tidligere guitarist, Kenneth Hunæus, trådte ud af Springerne og derfor ikke mere så nogen grundt til, at køre videre under det oprindelige bandnavn.

## Diskografi

### Studiealbummer under Jimmy Løndorf & Springerne
- En nattergal, 2005
- Kom Med Mig, 2006
- Jeg er din, også i morgen, 2007

### Studiealbummer under Mr. Wilms
- Vejen til det hemmelige møde, 2009
- Øjne i natten, 2010
- Hele Vejen, 2011
- Vulkanens Øje, 2013
- Stiger fra Mørket, 2015
- Før vi er væk, 2017

## Gæstemusikere
Mr. Wilms har igennem årene haft en række gæstemusikere på deres albums:
- Ida Jørgensen
- Nanamarie Venca Reimer
- Niels Harrit
- Klavess Larsen
- Jesper Søeborg Pedersen
- Erik Wissing Hansen
- Ejvind Lüth Hedegaard